# Schefflera stilpnophylla
Schefflera stilpnophylla är en araliaväxtart som beskrevs av Hermann August Theodor Harms. Schefflera stilpnophylla ingår i släktet Schefflera och familjen araliaväxter.
Artens utbredningsområde är Ecuador. Inga underarter finns listade.